# Biblioteca de Cataluña
La Biblioteca de Cataluña (catalán: Biblioteca de Catalunya) es un organismo autónomo adscrito al Departamento de Cultura de la Generalitat de Cataluña. Es la biblioteca regional con competencias en la recolección, conservación, preservación y difusión del patrimonio, y en la normativa bibliográfica y catalogación. Gestiona la oficina del Depósito legal en Cataluña y la asignación del ISSN de publicaciones periódicas. Fue creada en 1907 como "Biblioteca del Instituto de Estudios Catalanes" y abierta al público en 1914, en tiempos de la Mancomunidad de Cataluña, con sede en el palacio de la Generalidad de Cataluña. Su primer director fue Jordi Rubió.
El año 2000, el ayuntamiento de la ciudad cedió los edificios del antiguo Hospital de la Santa Cruz de Barcelona, un conjunto del siglo XV, como sede de la biblioteca. Actualmente, la Biblioteca ocupa una superficie total de 8820 m², y tiene un fondo aproximado de tres millones de ejemplares. Su sede principal es la del antiguo Hospital, pero tiene otro edificio en la ciudad de Barcelona (con algunos servicios técnicos y almacenes) y un almacén en Hospitalet de Llobregat.

## Historia
El año 1914, la Mancomunidad de Cataluña otorga a la biblioteca el carácter de servicio cultural público. El año 1917 se crean las secciones de Reserva Impresa y Colecciones Especiales, y de Música, que favorecen la incorporación y la catalogación de importantes piezas y colecciones patrimoniales. En 1923 se constituye la sección de Estampas, Grabados y Mapas, que reúne el material gráfico. En 1931, el Ayuntamiento de Barcelona aprueba la cesión del antiguo Hospital de la Santa Cruz de Barcelona como sede de la Biblioteca.
Acabada la Guerra Civil, en 1940, la institución, ahora bautizada por el régimen franquista como Biblioteca Central, se traslada a la sede cedida por el ayuntamiento en 1931, donde aún se encuentra. En 1981 la Biblioteca de Cataluña se convierte en la Biblioteca de Cataluña, según la Ley de Bibliotecas aprobada por el parlamento catalán, y asume la recepción, conservación y difusión del Depósito Legal de Cataluña. La Biblioteca reformó en 1998 las naves góticas de su sede y amplió sus espacios, gracias a la construcción del nuevo edificio de servicios. Recientemente (2000), ha iniciado la digitalización de sus fondos y ha liderado el proyecto PADICAT desde 2005.